# Pavol Polievka
Pavol Polievka, nacido el 6 de enero de 1969, es un ciclista eslovaco ya retirado.

## Palmarés
2009
- 2º en el Campeonato de Eslovaquia Contrarreloj

2010
- 2º en el Campeonato de Eslovaquia Contrarreloj

2011
- Campeonato de Eslovaquia Contrarreloj

2012
- 1 etapa del Gran Premio de Chantal Biya